# Escriptura kitan petita
L'escriptura kitan petita era un de dos sistemes d'escriptura usats per la llengua kitan, actualment extingida. Es va utilitzar entre els segles x i xii pels Khitan, que havien creat l'imperi Liao al nord-oest de la Xina. A més de l'escriptura petita, els Khitan també utilitzaven simultàniament un sistema d'escriptura funcionalment independent conegut com a escriptura kitan gran. Ambdues escriptures kitan van continuar essent utilitzades pels jurchens, unes quantes dècades després de la caiguda de la dinastia Liao, fins que aquests van adoptar un sistema d'escriptura propi. Les mostres d'escriptura conservades es troben sobretot en epitafis i làpides funeràries, tot i que també se'n troben fragments en altres tipus de superfície.

## Història
L'escriptura kitan petita va ser inventada el 924 o 925 dC per un erudit anomenat Yelü Diela, el qual va elaborar-la inspirant-se en la “llengua i l'escriptura uigur” que va conèixer arran de la visita d'un ambaixador uigur a la cot kitan. Per aquest motiu, l'escriptura kitan petita abans s'havia cregut que era una escriptura filla de l'antic alfabet uigur.

## Descripció
Com que utilitzava un nombre més petit de símbols que l'escriptura gran, l'escriptura petita era menys complexa, però alhora “permet escriure qualsevol paraula.” Mentre que les inscripcions en escriptura petita empraven també alguns logogrames, la majoria de paraules en escriptura petita van ser fetes utilitzant un sistema en forma de blocs semblant a l'escriptura Hangul del Coreà, de creació més tardana, en el sentit que cada paraula és representada per un grup (bloc quadrat) compost de diversos glifs amb significats fonètics individuals). A diferència del jamo del Hangul, un símbol fontètic kitan podria representar no només una vocal o una consonant, sinó un grup de CV (consonant+vocal) o de VC. Cada bloc podria incorporar entre dos i set d'aquests caràcters de tipus fonètic, escrits per parelles dins del bloc, amb la primera meitat del parell a l'esquerra. Si hi hi havia un nombre imparell de caràcters en un bloc, el caràcter desaparellat s'escrivia centrat sota el parell precedent.
Tot i que hi ha certa discussió, sembla que les dues escriptures, gran i petita, no compartien cap caràcter en comí. Tot i que l'escriptura petita tenia algunes semblances amb el Xinès, sovint s'utilitzaven caràcters kitan per escriure paraules xineses. La semblança d'aspecte entre alguns caràcters de l'escriptura kitan petita i certs caràcters xinesos no ajuda en cap cas a llegir l'escriptura kitan. Per exemple, el caràcter xinès per ‘muntanya' (山) és el mateix que el logograma kitan per ‘or' (i, per això, el nom de la dinastia Jin).
Del 378 caràcters coneguts de l'escriptura kitan petita, 125 són semàntics, 115 són fonètics, i la resta no han estat desxifrats. (Normalment, és possible deduir el valor fonètic d'un element si es troba usat per transcriure un manlleu xinès en una inscripció kitan; altrament, és difícil determinar el valor fonètic, atès que la llengua kitan es coneix molt poc). L'escriptura petita utilitza una mescla de logogrames, sil·labogrames, i, segons algunes fonts, uns quants fonogrames d'un sol so. En alguns casos els sufixos s'escrivien amb sil·labogrames, així com les síl·labes soles de vegades s'escrivien amb tres sil·labogrames (un per al so inicial de la síl·laba, un altre per al medial i un altre per al final). Algunes vegades les consonants inicials de síl·labes s'indiquen com a dental, labial, gutural, o nasal etc., basat en els sil·labogrames implicats. A més, les vocals de vegades s'indique com a labials o no-labials, anteriors o posteriors.
Gran part d'aquesta informació va venir del "Grup de Recerca de l'Escriptura Kitan", dirigida pel lingüista mongol Txinggueltei, el qual va utilitzar làpides funeràries, calendaris, i textos xinesos similars per desxifrar seccions de l'escriptura petita. Un objecte particularment valuós del seu estudi va ser la inscripció en l'estela Da Jin huangdi dotong jinglüe langjun xingji (大金皇帝都統經略郎君行記), que és l'única inscripció bilingüe xinès-kitan coneguda; escrita durant la dinastia Jin dels Jurchen, irònicament, es creia (abans de la descoberta d'altres inscriptions kitan el 1922) que estava escrita en jurchen.

## Corpus

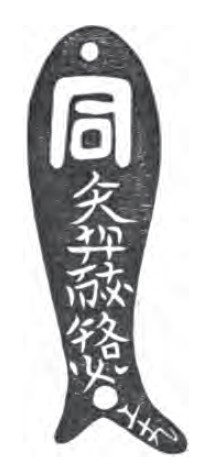
'Compte de peix' de bronze amb una petita inscripció kitan, del fons de l'orientalista Stephen Wootton Bushell

No s'ha conservat cap text imprès en llengua kitan, i a part de cinc exemples de caràcters kitan grans amb glosses xineses en un llibre de cal·ligrafia escrita per Tao Zongyi (陶宗儀) del segle xiv, no hi ha cap glossari xinès ni diccionaris de kitan.
La font principal de textos kitan són les inscripcions en làpides funeràries, majoritàriament tauletes commemoratives enterrades en tombes de la noblesa kitan. Hi ha aproximadament 33 làpides funeràries conegudes amb inscripcions en escriptura kitan petita, datades entre 1053 i 1171.